# Stazione di Torello
La stazione di Torello era una fermata ferroviaria posta lungo la ferrovia Rimini-Novafeltria, chiusa nel 1960, a servizio della frazione Torello di San Leo.

## Storia
La fermata fu inaugurata nel 1921 insieme la tratta Verucchio-Torello della ferrovia Rimini-Novafeltria, continuò il suo esercizio fino al 15 ottobre 1960.
Inizialmente la fermata era concepita come casello ferroviario per la Santarcangelo-Urbino costruita, ma mai completata.
La fermata era chiamata San Marino-Torello, poi semplicemente Torello a seguito dell'apertura della ferrovia Rimini-San Marino avvenuta nel 12 giugno 1932.